# Mjällby AIF

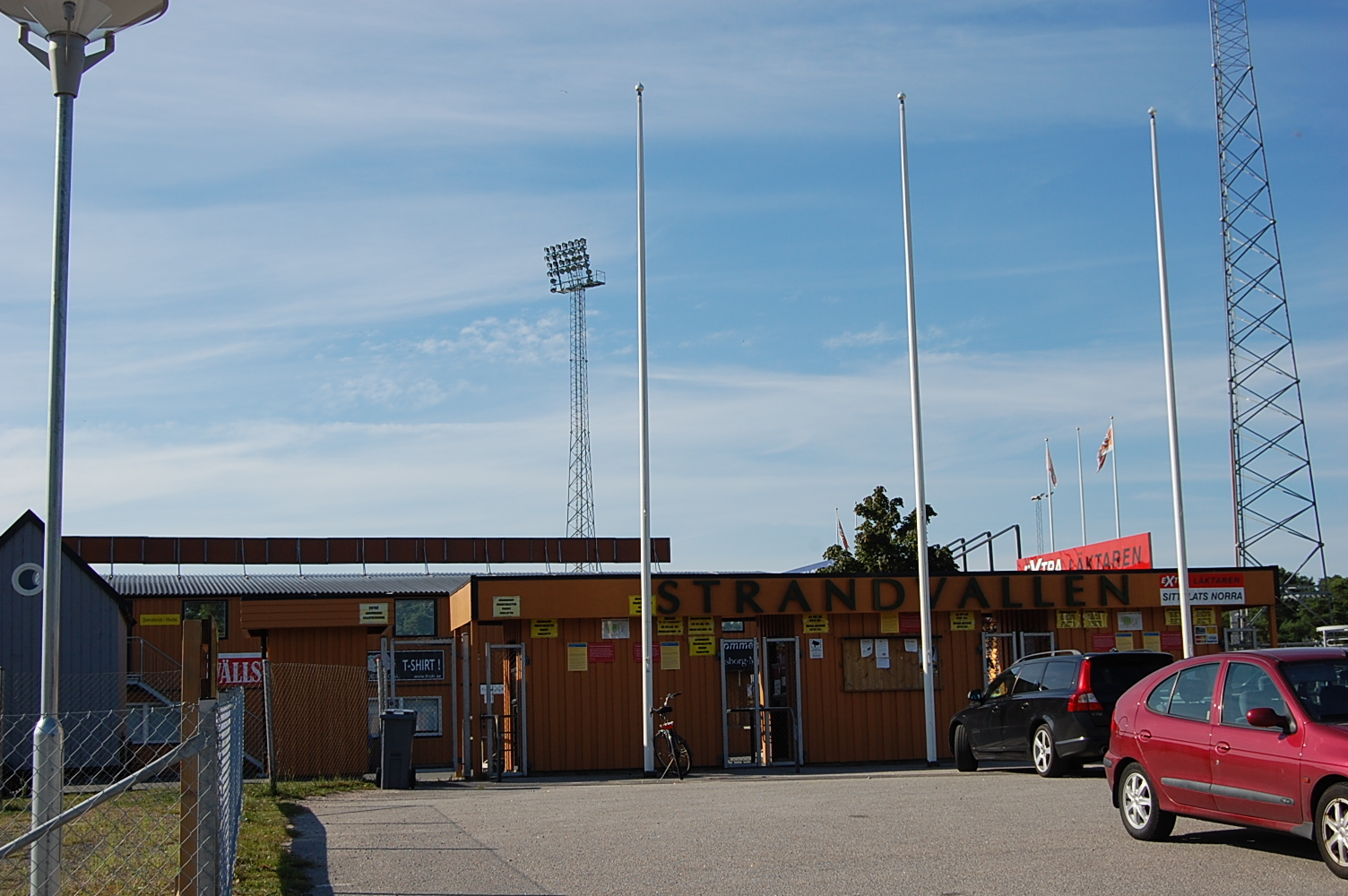
Das Stadion Strandvallen

Der Mjällby AIF ist ein schwedischer Fußballverein aus dem Ort Mjällby in der Provinz Blekinge län. Die Mannschaft spielte in den 1980er Jahren drei Spielzeiten in der Allsvenskan und trat von 2010 bis 2014 erneut in der ersten Liga an. Nach zwei Abstiegen in Folge spielte der Klub 2016 drittklassig in der 1. Division Södra. Nach der Meisterschaft in der Superettan 2019 spielt der Klub seit 2020 wieder in der Allsvenskan.

## Geschichte

### Jahre in der Unterklassigkeit (1939–1979)
Mjällby AIF entstand im Jahr 1939 durch die Zusammenführung der Vereine Listers IF und Hälleviks IF. Zunächst spielte die Mannschaft unterklassig und pendelte hauptsächlich zwischen drittem und viertem Spielniveau.
Nachdem Mjällby AIF 1973 erneut in die vierte Liga abgestiegen war, kehrte die Mannschaft zwei Jahre später in die Drittklassigkeit zurück. Als Staffelsieger der Division 3 Sydöstra Götaland vor Hässleholms IF und IFK Kristianstad qualifizierte sich die Mannschaft auf Anhieb für die Aufstiegsrunde zur zweiten Liga. Nach einer 2:3-Niederlage zum Auftakt gegen Västra Frölunda IF gelang durch Siege über IFK Ulricehamn und IFK Ystad der direkte Durchmarsch ins schwedische Unterhaus. In der ersten Spielzeit in der Zweitklassigkeit in der Geschichte des Klubs erreichte die Mannschaft den vierten Tabellenrang. In der Folge etablierte sie sich im vorderen Bereich und stieg 1979 als Meister der Division 2 Södra vor Helsingborgs IF erstmals in die Allsvenskan auf.

### Zwischen erster und zweiter Liga (1980–1985)
Die Erstligaspielzeit 1980 löste Euphorie im Ort aus. Über 8000 Zuschauer besuchten das erste Heimspiel der Mannschaft aus dem knapp 1000-Einwohner-Ort zum Saisonauftakt gegen Kalmar FF. Trotz Verstärkung durch den ehemaligen englischen Nationalspieler Frank Worthington im Saisonverlauf blieb der Klub chancenlos in der ersten Liga und musste nach drei Siegen aus 26 Spielen als Tabellenletzter direkt wieder absteigen. Nach einem fünften Platz im ersten Jahr nach dem Abstieg zog der Klub im folgenden Jahr als Staffelsieger in die mittlerweile eingeführten Relegationsspiele ein. Nach einem 1:0-Heimsieg über Åtvidabergs FF gelang durch ein 1:1-Unentschieden im Rückspiel der Wiederaufstieg.
Zu Beginn der zweiten Erstligaspielzeit in der Vereinsgeschichte stand Mjällby AIF kurzzeitig an der Tabellenspitze der Liga. Der Platz konnte nicht gehalten werden, unter anderem eine 0:6-Heimniederlage gegen AIK oder eine 1:4-Niederlage bei Örgryte IS im Ullevi bedeuteten ein Abrutschen in den Abstiegskampf. Wiederum verpflichtete der Klub mit dem Polen Andrzej Woronko ausländische Verstärkung, um den direkten Wiederabstieg zu vermeiden. Mit wiederum drei Saisonsiegen verpasste die Mannschaft aufgrund des schlechteren Torverhältnisses gegenüber Gefle IF als Vorletzter das Saisonziel.
Hinter Trelleborgs FF erreichte der Absteiger Mjällby AIF unter Trainer Anders Linderoth mit zwei Punkten Vorsprung auf GAIS als Tabellenzweiter der Division 2 Södra erneut die Aufstiegsspiele. Nach einem 1:0-Heimsieg gegen Örebro SK gelang im Rückspiel vor 12.000 Zuschauern im Eyravallen mit einem deutlichen 3:0-Erfolg die sofortige Rückkehr in die erste Liga. Aber auch der dritte Aufenthalt in der Eliteserie währte nur kurz. Mit zwei Punkten Rückstand auf IFK Norrköping stieg die Mannschaft zusammen mit Schlusslicht Trelleborgs FF zum dritten Mal nach einer Spielzeit direkt wieder ab.

### Drittklassigkeit und Etablierung im Profibereich sowie Rückkehr in die Drittklassigkeit (1986–2015)
Mjällby AIF verpasste als Tabellenzweiter hinter Västra Frölunda IF den direkten Wiederaufstieg. Auch 1988 reichte es nur zum zweiten Platz hinter Halmstads BK, das bessere Torverhältnis entschied zu Gunsten des punktgleichen Rivalen. Mit Ende des Jahrzehnts endete die Erfolgsserie des Klubs. 1990 verpasste die Mannschaft mit einem Punkt Rückstand auf Gunnilse IS und Landskrona BoIS den Klassenerhalt in der zweiten Liga. Zwar gelang der sofortige Wiederaufstieg, nach zwei Jahren erfolgte der erneute Abstieg.
1996 kehrte Mjällby AIF in die Zweitklassigkeit zurück. Die Mannschaft etablierte sich im Mittelfeld der Liga. 1999 verpasste der Klub als Tabellendritter mit zwei Punkten Rückstand auf Vizemeister GAIS die Relegationsrunde zur Allsvenskan. Damit war die Mannschaft für die neue eingleisige Superettan qualifiziert. Auch hier gelangen ihr in den ersten Jahren dritte Plätze und damit die Qualifikation zur Relegation. In der Auftaktsaison 2000 scheiterte sie im Elfmeterschießen an BK Häcken, ein Jahr später nach einem 2:1-Heimerfolg durch eine 1:3-Niederlage im Rückspiel bei IFK Norrköping.
Mjällby AIF konnte 2002 nicht an die Erfolge anknüpfen und stieg als Tabellenletzter in die Drittklassigkeit ab. Unter dem neu verpflichteten Trainer Sören Cratz gelang der Mannschaft 2004 der Wiederaufstieg. In der Superettan belegte sie unter Cratz und dessen Nachfolger Thomas Andersson-Borstam  in den folgenden Jahren Plätze im Mittelfeld der Tabelle. Im Oktober 2008 übernahm Peter Swärdh das Training beim Klub und im Laufe der Spielzeit 2009 konnte sich der Klub vorzeitig für die Allsvenskan qualifizieren. Als Aufsteiger überraschte die Mannschaft mit einem sechsten Tabellenplatz, anschließend platzierte sich der Klub im hinteren Mittelfeld. Anfang 2013 übernahm Anders Torstensson den Trainerposten von Swärdh, der innerhalb der Allsvenskan zu Åtvidabergs FF weitergezogen war. Nach dem Abstieg aus der Allsvenskan im Jahre 2014 und der verlorenen Relegation um den Verbleib in der Superettan gegen Örgryte IS (0:1 und 1:1), musste Mjällby AIF 2016 in der 1. Division Södra antreten.

### Rückkehr in die Erstklassigkeit (2016–)
Nach zwei Jahren der Konsolidierung – der Klub stand zwischenzeitlich vor den Bankrott – stieg MAIF 2018 wieder in die Superettan (2. Liga) auf. Obgleich der Klub als Abstiegskandidat gehandelt wurde, marschierten die Gelb-Schwarzen durch die 2. Liga und wurden am Ende der Saison überraschend, erstmals in der Klubgeschichte, Meister der Superettan und stiegen nach nur einem Jahr in Liga Zwei direkt in die Allsvenskan auf. Der sportliche Erfolg setzte sich im folgenden Jahr fort und in der Saison 2020 erreichte MAIF am Ende den 5. Platz, die bislang höchste Platzierung der Vereinsgeschichte.

## Trainer
- Sören Cratz (2003–2005)
- Anders Linderoth (2013) Co-Trainer, (2014) Trainer

## Spieler
- Per Harrysson (1988–1989, 1995–1997)
- Christian Wilhelmsson (1988–1997) Jugend, (1997–2000, 2014) Spieler,
- Mattias Asper (1993–1997, 2008–)
- Marcus Ekenberg (1997–2000, 2001, 2002, 2003–)
- Erton Fejzullahu (2007–2009, 2011–2012)
- Tobias Grahn (2010–2011)